# مت موسیلو
مت موسیلو (فرانسوی: Matt Moussilou‎؛ زادهٔ ۱ ژوئن ۱۹۸۲) بازیکن فوتبال اهل فرانسه است.
از باشگاه‌هایی که در آن بازی کرده‌است می‌توان به باشگاه فوتبال سن-اتین، باشگاه فوتبال لوزان-اسپورت، باشگاه فوتبال المپیک مارسی، باشگاه فوتبال آفریقایی، باشگاه فوتبال نیس، باشگاه فوتبال لیل، باشگاه ورزشی العربی قطر، و باشگاه فوتبال آمیان اشاره کرد.
وی همچنین در تیم‌های ملی فوتبال زیر ۲۱ سال فرانسه و کنگو بازی کرده‌است.